# LoveLive! Sunshine!! Aqours First LoveLive! 〜Step! ZERO to ONE!!〜
《LoveLive! Sunshine!! Aqours First LoveLive! 〜Step! ZERO to ONE!!〜》是于2017年2月25日、26日在日本横滨体育馆举办的演唱会，也是Aqours首场大型演唱会。

## 演唱会概况

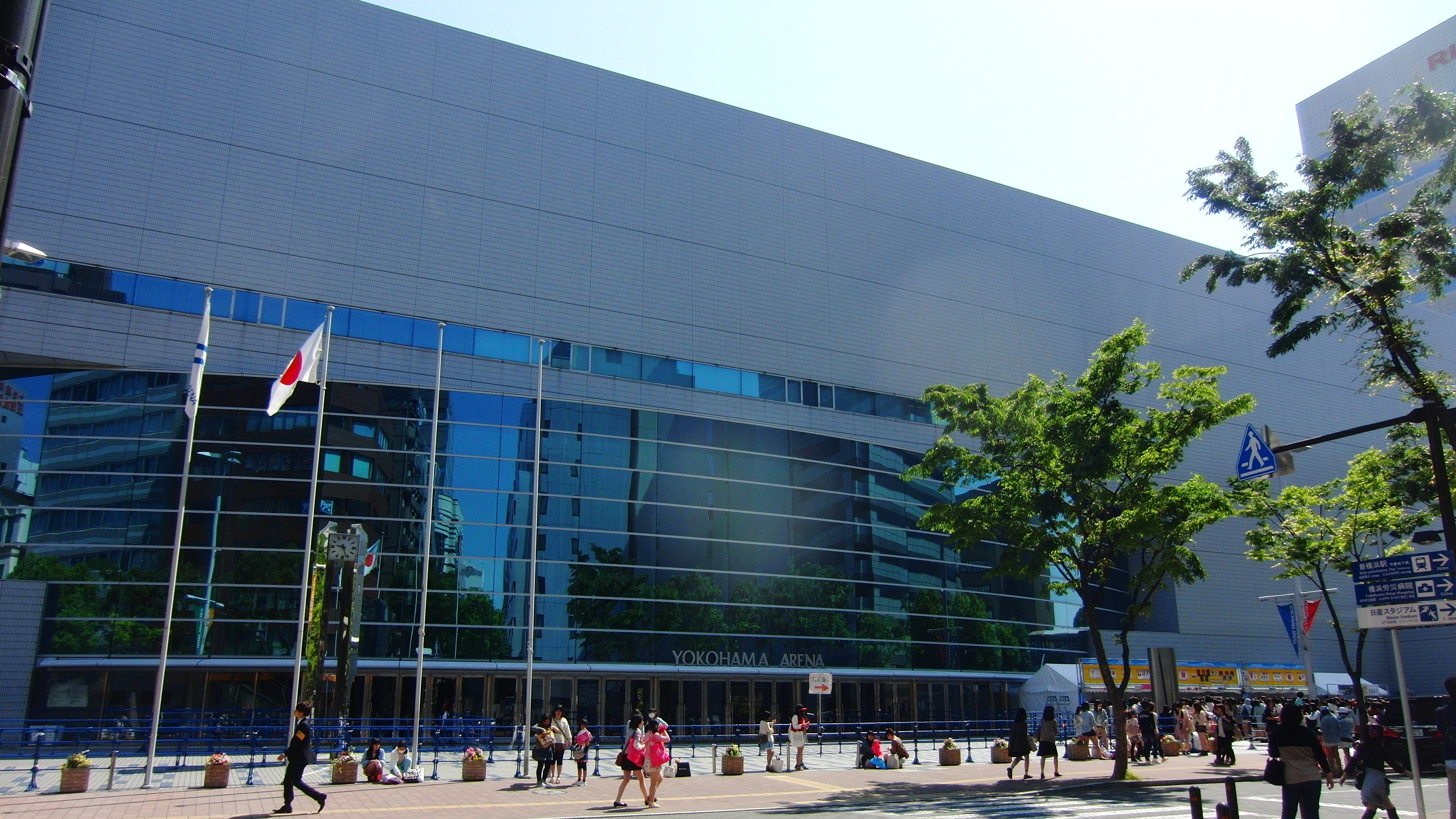
演唱会举办地——横滨体育馆。

2016年8月3日，官方在静冈县沼津市举行的夏日祭活动上发表了将在次年年初举办首次大型演唱会的消息，并于同年10月公布演唱会主题。演唱会门票采取抽选方式，观众可通过购买动画《LoveLive! Sunshine!!》特装限定版蓝光光盘第一卷和第二卷，分别获得演唱会第一天和第二天门票的抽选资格。除横滨体育场外，演唱会还在日本国内及国外多地的剧院或电影院安排了同步转播或实况录像上映会。
演唱会的最后，官方公布了“Aqours Next Step! Project”的内容，包括二期动画当年秋季开始播出、决定举办2nd live、Next Step! Project主题曲以及小组第二张单曲CD即将发布的消息。

## 节目单

### Day 1
开场影片
1. 青空Jumping Heart
2. MC1
3. Aqours☆HEROS
幕间映像1
4. 歌：高海千歌（CV：伊波杏树）、樱内梨子（CV：逢田梨香子）、渡边曜（CV：齐藤朱夏）
5. 歌：高海千歌（CV：伊波杏树）、樱内梨子（CV：逢田梨香子）、渡边曜（CV：齐藤朱夏）
MC2
6. 歌：高海千歌（CV：伊波杏树）、樱内梨子（CV：逢田梨香子）、渡边曜（CV：齐藤朱夏）、津岛善子（CV：小林爱香）、国木田花丸（CV：高槻加奈子）、黑泽露比（CV：降幡爱）
幕间映像2
7. 歌：CYaRon!（高海千歌（CV：伊波杏树）、渡边曜（CV：齐藤朱夏）、黑泽露比（CV：降幡爱））
CYaRon! MC
8. 歌：CYaRon!
9. 歌：AZALEA（松浦果南（CV：诹访七香）、黑泽黛雅（CV：小宫有纱）、国木田花丸（CV：高槻加奈子））
AZALEA MC
10. 歌：AZALEA
11. Strawberry Trapper
歌：Guilty Kiss（樱内梨子（CV：逢田梨香子）、津岛善子（CV：小林爱香）、小原鞠莉（CV：铃木爱奈））
Guilty Kiss MC
12. Guilty Night, Guilty Kiss!
歌：Guilty Kiss（樱内梨子（CV：逢田梨香子）、津岛善子（CV：小林爱香）、小原鞠莉（CV：铃木爱奈））
幕间映像3
13. MC3
14. 幕间映像4
15. MIRAI TICKET
MC4
16. 安可动画
17. MC5
18. Step! ZERO to ONE

### Day 2
Day 2演出曲目及顺序与Day1大致相同，只是将《Aqours☆HEROS》和分别替换为和。

## BD、DVD
收录有演唱会实况的BD和DVD于2017年9月27日开始发售，由Lantis发行，分为多个版本：
- 收录了演唱会首日实况的“Day 1”（BD、DVD）；
- 收录了演唱会第二日实况的“Day 2”（BD、DVD）；
- 收录了两日演唱会实况的“Blu-ray Memorial BOX”（仅BD）。

其中“Blu-ray Memorial BOX”除两日实况外，还收录了特典影像，包括幕间映像以及幕后制作花絮。官方于2017年8月13日在日本多地举行了上映会，公布了演唱会的一小部分影像。
“Blu-ray Memorial BOX”初动销量位列Oricon公信榜BD综合销量第2名。

## 花絮
演唱会第二日出现了小插曲。在演唱时，饰演樱内梨子的逢田梨香子在进行钢琴伴奏时出现失误因而当场落泪，Aqours其他成员立刻上前給予安慰，當场的观众也高呼吶喊逢田的名字为其应援，其后演出正常进行。事后逢田梨香子本人亦在个人Instagram上说明了整个事情的来龙去脉，并为失误致歉，同时对Aqours成员及粉丝的支持表示感谢。这一片段并未被删减，而是完整收录到了之后发行的BD和DVD中。之後在生放送中說到此事時，她個人表示經歷過此事後，已經能夠放開自我迎向任何全新的挑戰。